# کلاه‌قرمزی و پسرخاله
کلاه‌قرمزی و پسرخاله فیلمی ایرانی به کارگردانی ایرج طهماسب محصول سال ۱۳۷۳ است. صداپیشگی اصلی این فیلم را حمید جبلی بر عهده دارد و عروسک‌گردان ارشد این فیلم نیز دنیا فنی‌زاده است. کلاه‌قرمزی و پسرخاله بین سال‌های ۱۳۷۳ تا ۱۳۷۸ در سینماهای ایران اکران شد و در مجموع در طی ۵ سال اکران توانست با ۶ میلیون و ۱۷۷ هزار مخاطب، یکی از پربیننده‌ترین فیلم‌های سینمای ایران در طی سال‌های اکران خود باشد.

## خلاصه داستان
کلاه قرمزی که بزرگ شده، مشغول تحصیل است اما بازیگوشی‌هایش سبب می‌شود تا از مدرسه اخراج شود. تلاش او برای اینکه شغلی به دست آورد نیز نتیجه‌ای عاید نمی‌کند، تا اینکه از طریق تماشای تلویزیون و تماشای برنامه آقای مجری تصمیم می‌گیرد تا روانه تلویزیون شود.
کلاه قرمزی به تهران نزد پسرخاله می‌رود و با کمک او راهی تلویزیون می‌شود و در آنجا به خاطر علاقه زیادش به آقای مجری سعی می‌کند تا موانع راه ازدواج او را از بین ببرد اما مشکلاتی را باعث می‌شود.

## بازیگران و نقش‌ها
| بازیگر           | نقش                    |
| ---------------- | ---------------------- |
| ایرج طهماسب      | آقای مجری              |
| فاطمه معتمدآریا  | نرگس                   |
| حمید جبلی        | نگهبان                 |
| مرتضی احمدی      | پدر نرگس               |
| حمیده خیرآبادی   | مادر نرگس              |
| مهری مهرنیا      | عمه خانم               |
| فرخ‌لقا هوشمند    | خاله جان               |
| اکبر دودکار      | شاگرد تعلیم رانندگی    |
| مرضیه محبوب      | خواهر نرگس             |
| سید مهرداد ضیایی | معلم زبان انگلیسی      |
| حسن زارعی        | تهیه‌کننده              |
| حمید مزینانی     | کارگردان               |
| مجید رزاز        | شوهرخواهر نرگس         |
| نسیم عمرانی      | خواهر کوچک‌تر نرگس      |
| شعبان رنگی‌وند    | راننده اتوبوس          |
| باطبی            | معلم شهرستانی          |
| محمد بیگلری      | استاد آواز             |
| مختار صدقی       | مرد جاهل               |
| ناصر جبلی        | صاحب تعمیرگاه تلویزیون |
| سجاد شقاقی       | مشتری سلمانی           |
| عبدالله ایپکچی   | سلمانی                 |
| مریم ذوقی‌نژاد    | پرستار بخش             |

عروسک‌گردانان:
- دنیا فنی‌زاده: کلاه قرمزی و پسرخاله
- حسن پورشیرازی: دایناسور

صداپیشگان:
- حمید جبلی: کلاه قرمزی و پسرخاله

## فروش
میزان فروش فیلم به تفکیک سال نمایش، به شرح زیر است:
| سال  | تعداد بلیت | میزان فروش  | منبع  | ارزش در ۱۴۰۰   |
| ---- | ---------- | ----------- | ----- | -------------- |
| ۱۳۷۳ | ۴٬۳۰۱٬۸۴۸  | ۲۹۵٬۷۹۳٬۰۷۵ | [ ۳ ] | ۵۲٬۶۳۰٬۹۳۳٬۹۴۷ |
| ۱۳۷۴ | ۱٬۸۲۶٬۶۰۵  | ۱۱۷٬۸۷۹٬۴۹۵ | [ ۴ ] | ۱۴٬۰۵۵٬۴۸۱٬۳۹۶ |
| ۱۳۷۵ | ۴۷٬۱۷۸     | ۴٬۲۷۶٬۸۲۰   | [ ۵ ] | ۴۱۳٬۴۸۹٬۰۱۳    |
| ۱۳۷۶ | ۲۰۶        | ۳۵٬۰۲۰      | [ ۶ ] | ۲٬۸۸۸٬۵۸۸      |
| ۱۳۷۷ | ۱٬۲۴۱      | ۱۳۲٬۴۰۰     | [ ۷ ] | ۹٬۲۴۵٬۵۷۴      |
| ۱۳۷۸ | ۱۶۶        | ۴۱٬۵۰۰      | [ ۸ ] | ۲٬۴۱۲٬۹۱۹      |
|      | ۶٬۱۷۷٬۲۴۴  | ۴۱۸٬۱۵۸٬۳۱۰ |       | ۲۳٬۵۸۹٬۸۸۴٬۹۹۰ |